# Vicki Chase
Vicki Chase (née le 5 février 1985 à Los Angeles Victoria Ramirez) est une actrice américaine de films pornographiques.

## Biographie
Vicki Chase est née dans le quartier de Boyle Heights, à Los Angeles (Californie). Avant d'entrer dans l'industrie du porno, elle travaillait comme caissière pour Chase, une banque d'investissement.

## Filmographie sélective
- 2009 : POV Junkie 1
- 2010 : Fuck Machines 8
- 2010 : Cock Sucking Challenge 1
- 2011 : Cherry 1
- 2011 : Cherry 2
- 2011 : Women Seeking Women 71
- 2012 : Lesbian Adventures: Wet Panties Trib 3
- 2012 : Belladonna: Fetish Fanatic 10
- 2013 : Girl On Girl Fantasies 5
- 2013 : Lesbian Beauties 10: Latinas
- 2014 : Lesbian Analingus 4
- 2014 : KissMe Girl 19
- 2014 : Girls Kissing Girls 14
- 2015 : Lesbian Adventures: Strap-On Specialists 8
- 2016 : Should I Say Yes?
- 2016 : True Anal
- 2017 : Jessica Drake is Wicked
- 2017 : Lick It Good 3
- 2018 : Double Penetration Fixation
- 2018 : Girls Only 1

## Récompenses et nominations
Récompenses
- 2013 : XBIZ Award - Best Scene All-Girl - Mothers & Daughters avec Jesse Jane, Kayden Kross, Riley Steele et Selena Rose
- 2013 : XRCO Award - Unsung Siren
- 2014 : XRCO Award - Unsung Siren
- 2014 : XRCO Award - Orgasmic Oralist
- 2015 : XRCO Award - Orgasmic Oralist[3]

Nominations
- 2011 : XBIZ Award nommée - New Starlet of the Year
- 2012 : AVN Award nommée - Unsung Starlet of the Year
- 2012 : XBIZ Award nommée - Female Performer of the Year
- 2012 : XRCO Award nommée - Unsung Siren
- 2013 : AVN Award nommée - Best Three-Way Sex Scene (G/G/B) avec Selena Rose et Ben English
- 2013 : XBIZ Award nommée - Best Scene - Couples-Themed Release avec Marco Rivera
- 2014 : AVN Award nommée - Best Oral Sex Scene - Jules Jordan: Feeding Frenzy 11
- 2014 : XBIZ Award nommée - Best Scene - Couples-Themed Release - Troublemakers avec Ramon Nomar